# Nostalgic for the Present Tour
Nostalgic For The Present Tour est une tournée de la chanteuse australienne Sia. Les dates  ont été annoncées le 16 mai 2016. La tournée a débuté le 29 septembre 2016 à Seattle (États-Unis).

## Concert
Dans ce concert, Sia est accompagnée par plusieurs danseurs dont Maddie Ziegler et Stéphanie Mincone. Des images préenregistrées sont diffusées sur grand écran. On y aperçoit parfois des acteurs comme Kristen Wiig ou encore Ben Mendelsohn. Le concert dure au moins 60 minutes et comprend au total : une chanson de Colour the Small One, une chanson de Some People Have Real Problems, une reprise, une chanson en feat avec David Guetta, quatre chansons de 1000 Forms of Fear et huit chansons de This Is Acting (dont The Greatest, qui fait partie de la version deluxe de l'album).

## Liste des chansons au programme
1. Alive
2. Diamonds
3. Reaper
4. Big Girls Cry
5. Bird Set Free
6. Cheap Thrills
7. One Million Bullets
8. Soon We'll Be Found
9. Fire Meet Gasoline
10. Elastic Heart
11. Unstoppable
12. Breathe Me
13. Move Your Body
14. Titanium
15. Chandelier
16. The Greatest

## Première parties[pasclair]
- Miguel (Amérique du Nord)
- AlunaGeorge (Amérique du Nord)
- Charli XCX (Océanie)
- MØ (Océanie)
- Amy Shark (Océanie)

## Dates et lieux des concerts[1]
| Date                       | Ville               | Pays             | Lieu                       | Première partie         | Affluence       | Revenu      |
| -------------------------- | ------------------- | ---------------- | -------------------------- | ----------------------- | --------------- | ----------- |
| Étape 1 - Amérique du Nord |                     |                  |                            |                         |                 |             |
| 29 septembre 2016          | Seattle             | États-Unis       | KeyArena                   | Miguel AlunaGeorge      | N/A             | N/A         |
| 1er octobre 2016           | Oakland             | États-Unis       | Oracle Arena               | Miguel AlunaGeorge      | N/A             | N/A         |
| 4 octobre 2016             | Phoenix             | États-Unis       | Talking Stick Resort Arena | Miguel AlunaGeorge      | N/A             | N/A         |
| 5 octobre 2016             | San Diego           | États-Unis       | Viejas Arena               | Miguel AlunaGeorge      | N/A             | N/A         |
| 7 octobre 2016             | Las Vegas           | États-Unis       | Mandalay Bay Events Center | Miguel AlunaGeorge      | 6,748 / 8,357   | 473,857 $   |
| 8 octobre 2016             | Los Angeles         | États-Unis       | Hollywood Bowl             | Miguel AlunaGeorge      | 33,384 / 33,384 | 2,688,735 $ |
| 9 octobre 2016             | Los Angeles         | États-Unis       | Hollywood Bowl             | Miguel AlunaGeorge      | 7,889 / 9,694   | 596,047 $   |
| 13 octobre 2016            | Minneapolis         | États-Unis       | Target Center              | Miguel AlunaGeorge      | N/A             | N/A         |
| 15 octobre 2016            | Auburn Hills        | États-Unis       | The Palace of Auburn Hills | Miguel AlunaGeorge      | N/A             | N/A         |
| 16 octobre 2016            | Chicago             | États-Unis       | United Center              | Miguel AlunaGeorge      | N/A             | N/A         |
| 18 octobre 2016            | Boston              | États-Unis       | TD Garden                  | Miguel AlunaGeorge      | N/A             | N/A         |
| 19 octobre 2016            | Washington D.C.     | États-Unis       | Verizon Center             | Miguel AlunaGeorge      | 9,919 / 14,196  | 897,506 $   |
| 21 octobre 2016            | Philadelphie        | États-Unis       | Wells Fargo Center         | Miguel AlunaGeorge      | 11,131 / 13,530 | 749,417 $   |
| 22 octobre 2016            | Toronto             | Canada           | Air Canada Center          | Miguel AlunaGeorge      | 13,141 / 13,141 | 967,973 $   |
| 23 octobre 2016            | Montréal            | Canada           | Centre Bell                | Miguel AlunaGeorge      | 13,352 / 13,352 | 810,037 $   |
| 26 octobre 2016            | Uncasville          | États-Unis       | Mohegan Sun Arena          | Miguel AlunaGeorge      | 5,449 / 6,270   | 498,575 $   |
| 29 octobre 2016            | Sunrise             | États-Unis       | BB&T Center                | Miguel AlunaGeorge      | N/A             | N/A         |
| 30 octobre 2016            | Orlando             | États-Unis       | Amway Center               | Miguel AlunaGeorge      | 8,432 / 11,696  | 678,427 $   |
| 1er novembre 2016          | Atlanta             | États-Unis       | Philips Arena              | Miguel AlunaGeorge      | N/A             | N/A         |
| 3 novembre 2016            | La Nouvelle-Orléans | États-Unis       | Smoothie King Center       | Miguel AlunaGeorge      | N/A             | N/A         |
| 4 novembre 2016            | Houston             | États-Unis       | Toyota Center              | Miguel AlunaGeorge      | 8,220 / 9,244   | 676,640 $   |
| 6 novembre 2016            | Austin              | États-Unis       | Frank Erwin Center         | Miguel AlunaGeorge      | 8,578 / 10,541  | 720,855 $   |
| Étape 2 - Océanie          |                     |                  |                            |                         |                 |             |
| 30 novembre 2017           | Melbourne           | Australie        | AAMI Park                  | Charli XCX MØ Amy Shark | N/A             | N/A         |
| 2 décembre 2017            | Sydney              | Australie        | Allianz Stadium            | Charli XCX MØ Amy Shark | N/A             | N/A         |
| 5 décembre 2017            | Auckland            | Nouvelle-Zélande | Mount Smart Stadium        | Charli XCX MØ Amy Shark | N/A             | N/A         |